# Rosso Piceno novello
Il Rosso Piceno novello è un vino DOC la cui produzione è consentita nelle province di Ancona e Ascoli Piceno.

## Caratteristiche organolettiche
- colore: rosso rubino, talvolta tendente al granato con l'invecchiamento
- odore: gradevole, complesso, leggermente etereo
- sapore: sapido, armonico, gradevolmente asciutto

## Produzione
Provincia, stagione, volume in ettolitri
- nessun dato disponibile